# 石戸藩
石戸藩（いしとはん）は、江戸時代前期に武蔵国足立郡の石戸領（現在の埼玉県北本市石戸宿を中心とする地域）に置かれた藩。陣屋は川田谷村（現在の桶川市川田谷）に置かれた。
1633年に牧野信成が1万1000石に加増されて大名に列したものの、1644年に関宿藩主に転出したため、「石戸藩」としての存続期間は約10年である。ただし、本領にあたる石戸領5000石は、徳川家康の関東入国時に信成の父・牧野康成が与えられて以来の牧野家の知行地であり、廃藩後もその大部分は幕末に至るまで信成の子孫にあたる旗本牧野家の知行地であった。

## 歴史

### 前史
中世、この地域は石戸郷と呼ばれた。戦国初期に築城されたとされる石戸城（現在の北本市石戸宿）は、北足立郡域最大とされる大規模な城で、岩槻城（岩付城）と武蔵松山城を結ぶ大宮台地北部の戦略拠点であった。石戸宿という地名は、戦国期に石戸が主要な交通路上にあったことを示すものである。石戸は岩付太田氏の支配下にあった。

### 牧野氏の石戸領入封
天正18年（1590年）、徳川家康が関東に入国すると、牧野半右衛門（讃岐守）康成に石戸領5000石が与えられた。「石戸領」は、滝馬室（現在の鴻巣市南部）から小敷谷（上尾市西部）にかけての地域であり、荒川左岸の台地上の村々である。
牧野氏の陣屋は川田谷村（現在の桶川市川田谷）に置かれ、「牧野本陣跡」の名で呼ばれる。入封当時は旧来の土豪層の勢力も依然として強く、牧野氏は陣屋に居住して知行地支配を行ったと考えられる。
文禄元年（1592年）、家康の命により、浄土宗の古刹である勝願寺（現在の鴻巣市本町）が牧野家の檀那寺となったという。勝願寺は鎌倉時代に登戸村（現在の鴻巣市登戸付近）で創建されたが、戦乱のために荒廃し、天正年中に鴻巣宿に再建された。勝願寺は浄土宗の関東十八檀林の1つに数えられる。
慶長4年（1599年）3月8日、康成は京都で没し、子の牧野信成が15歳で家督を継いだ。信成は翌年の関ヶ原の戦いに従軍、幕府の役職も大番頭、御小姓組番頭、御書院番頭と進み、両度の大坂の陣にも出陣し軍功があった。寛永3年（1626年）に留守居役となり2000石を加増された。

### 石戸藩の約10年
寛永10年（1633年）4月23日、信成は4000石の加増を受けて合計1万1000石を知行し、大名に列した。これにより石戸藩が立藩する。
寛永18年（1641年）、徳川家綱が出生すると、信成は傅（かしづき）に任じられた。正保元年（1644年）3月18日、信成は下総国関宿藩1万7000石に加増移封された。これにより石戸藩は廃藩となったとみなされる。ただし、後述の通り石戸領5000石は引き続き牧野家の一族が治めることになる。

### 後史

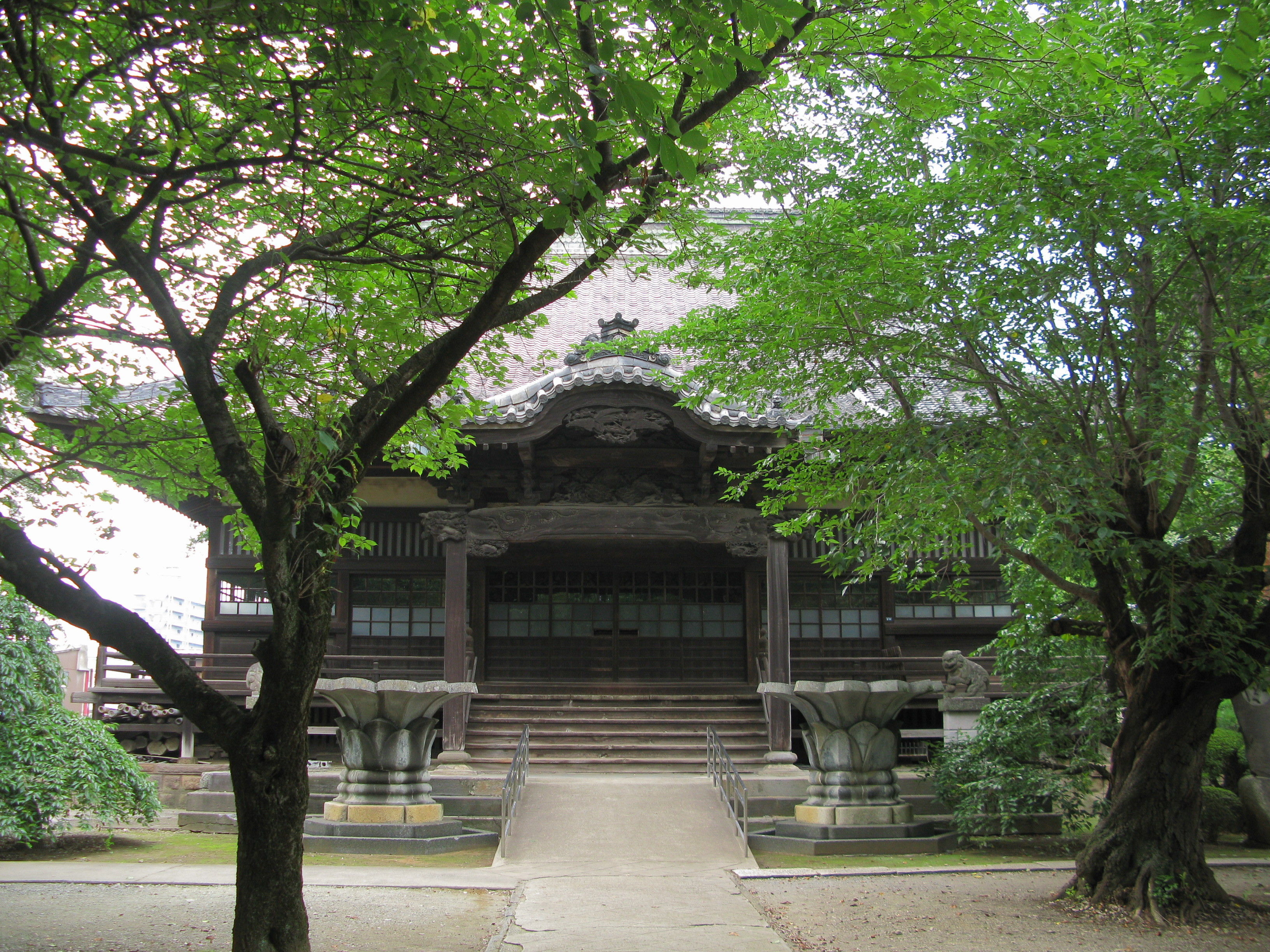
勝願寺（鴻巣市本町）。

信成が関宿に移封された際、石戸領5000石は信成の嫡男である牧野親成（父とは別に幕府に出仕し、当時は書院番頭を務めていた）の知行地として与えられた。正保4年（1647年）11月26日、信成が致仕すると親成が家督を継ぐが、親成の知行地であった石戸領5000石はそのまま信成に隠居料として与えられた。
慶安3年（1650年）4月11日に信成は没し、鴻巣宿の勝願寺に葬られた。石戸領5000石は、信成の庶子（親成の弟）である八太夫尹成（2000石）、太郎左衛門永成（1500石）、兵部成房（直成。1500石）の3人によって分けられた。以後、この3家の末裔が幕末まで石戸領の領主を務めた。
大名としての牧野家は、親成が丹後田辺藩に移封されて幕末まで続くが、歴代の藩主は勝願寺に葬られた。

## 歴代藩主
牧野家
譜代。1万1000石。
1. 信成（のぶしげ）

## 領地

### 石戸領

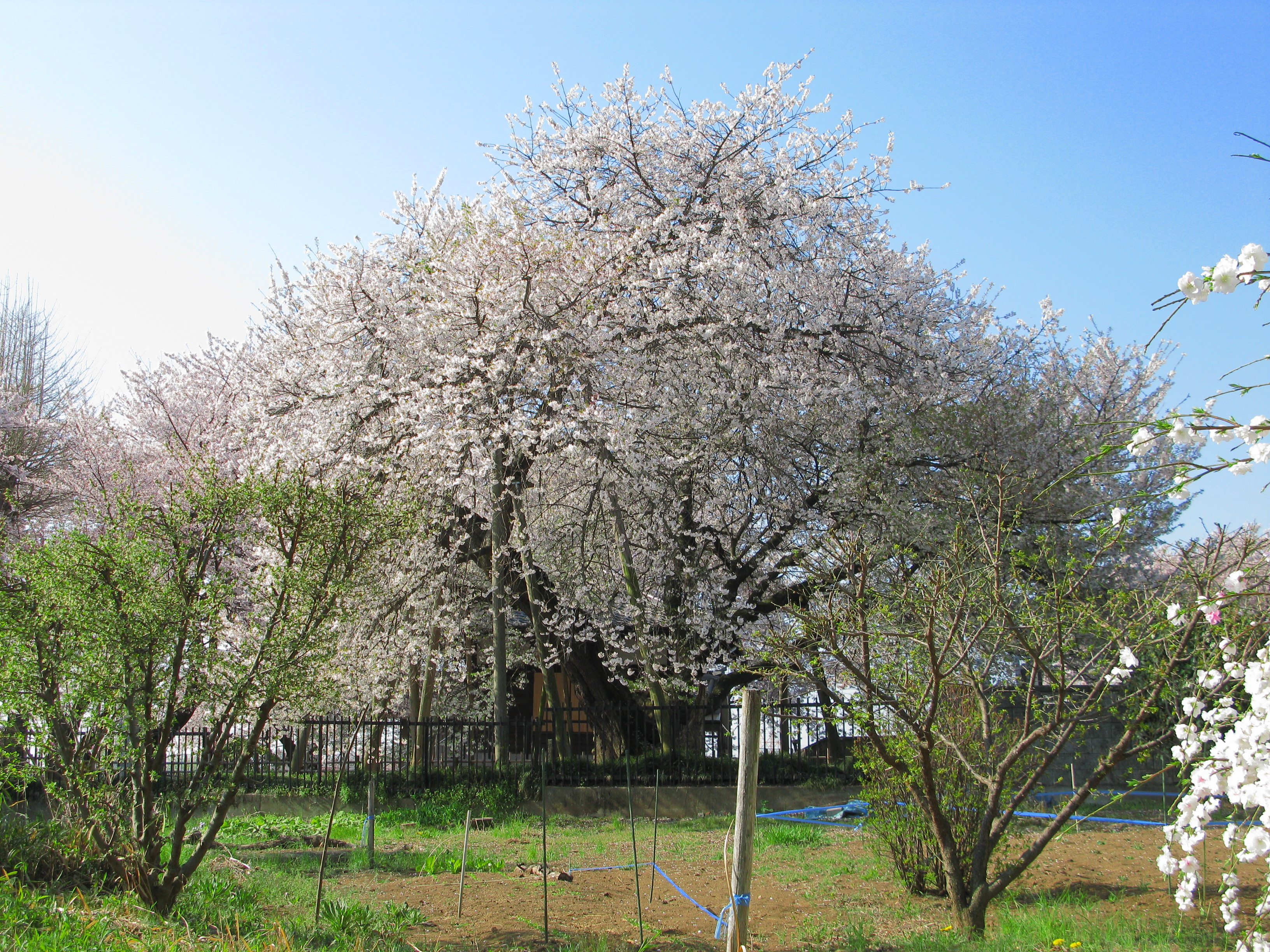
石戸蒲ザクラ（北本市石戸宿）。東光寺境内にある、樹齢800年以上とされる古木（天然記念物）。蒲冠者源範頼ゆかりとの伝承を有し、江戸時代後期の曲亭馬琴が随筆『玄同放言』で取り上げるなど、高名な木であった。

天正18年（1590年）8月1日の家康関東入国から間もない9月7日、代官頭伊奈忠次から牧野康成に「御知行書立」という文書が出されている。これによって康成に、畔吉・領家・小敷谷・藤波（以上、現在の上尾市）、日出谷・川田谷（現在の桶川市）、石戸八幡原（現在の北本市）、馬室（現在の鴻巣市）の石戸領全8か村5000石が引き渡された。5000石という知行高は、迅速な知行割を行うために北条氏時代の貫高を引き継いだもので、天正19年（1591年）に実際の縄打ち（検地）を行い、過不足の調整が行われたと見られる。元和6年（1620年）の元和検地の頃には村切りが行われ、たとえば「石戸村」は石戸宿村・下石戸村・荒井村・高尾村に分割された（その後、下石戸村は下石戸上村と下石戸下村に分けられた）。
江戸時代後期の『新編武蔵国風土記稿』では、武蔵国足立郡の区分として「石戸領」が挙げられ、以下の21か村と数えられる。石戸領の諸村はおおむね牧野一族が幕末まで知行した。ただし各村の持添新田については幕府領に組み込まれ、小林村のように他家の知行地となった村もある。
- 現在の鴻巣市域：滝馬室村・原馬室村・小松原（原馬室村枝郷）[注釈 8]
- 現在の北本市域：石戸宿村・下石戸上村・下石戸下村・高尾村・荒井村・北袋村（荒井村枝郷）[注釈 9]
- 現在の桶川市域：上日出谷村・下日出谷村・川田谷村・樋詰村（川田谷村枝郷）[注釈 10]
- 現在の上尾市域：領家村・藤浪村・古泉村（藤浪村枝郷）・中分村・畔吉村・小敷谷村・小林村（小敷谷村枝郷）[注釈 11]・菅原新田[注釈 12]

石戸領の村のうち、下石戸上村・下石戸下村・石戸宿村・高尾村・荒井村（近世初頭の村切りまでの石戸村に相当する）は、1889年の町村制施行に際して石戸村を編成した。

#### 川田谷陣屋
石戸領の「本村」と見なされたのは石戸宿村であったが、牧野氏の陣屋は川田谷村に置かれた。川田谷村には平安時代創建と伝える天台宗の古刹泉福寺があり、中世には三ツ木城（城山公園に名を残す）や武城などの城が築かれた。
近世の川田谷村は東西14町・南北1里余の村域を有し、村高1200石を越える比較的大きな村で（元禄郷帳）、陣屋が置かれたのは村の北西部の天沼であった。なお、陣屋の所在地は現在の地名で桶川市川田谷字大平であるが、大平は「土地台帳上の字名」で、自治会などのコミュニティの基盤となる「行政上の区」としては天沼地区にあたる。
この陣屋は「牧野本陣」、あるいは「牧野陣屋」「川田谷陣屋」と呼ばれる。慶安3年（1650年）に信成の遺領（隠居領）が3人の兄弟により分割された際、川田谷村も3分割され、陣屋は牧野永成（太郎左衛門）の所領に含まれることとなった。陣屋がいつごろまであったかは不明であるが、元禄期（1688年 - 1704年）には旗本が知行地を離れて江戸に常住するようになっており、このころまでに（領主が在住して知行地支配を行うという意味での）陣屋は廃止されたと見られる。江戸時代後期の文化・文政期に編纂された『新編武蔵国風土記稿』には、川田谷村に「陣屋」があることが記されており、編纂時には牧野永成の子孫である牧野成傑（大和守。長崎奉行などを務めた人物）のものであるという。
『日本歴史地名大系』によれば、陣屋跡地は明治初年におおむね削平された。21世紀に入り、陣屋跡付近には首都圏中央連絡自動車道（圏央道）桶川北本インターチェンジが建設された。2007年、国道17号（上尾道路）の建設工事に先立ち、陣屋跡周辺は「大平遺跡」として発掘調査が行われており、陣屋に関連する区画溝と、見樹院（後述）に関連する遺構などが確認されている。
川田谷薬師堂は、川田谷陣屋が所在したことを示す名残りで、「牧野氏ゆかり」の堂宇とも説明される。ただし、『新編武蔵国風土記稿』には川田谷陣屋内に「太神宮八幡の合社」と「稲荷弁天の合社」の2つの社が鎮守として祀られていたと記すものの、薬師堂はこれとは直接結びつかない。牧野康成の弟で、関ケ原の合戦での負傷を契機に僧侶となった易然が陣屋近くに「見樹院」という寺を建立しており（「見樹院」は康成の院号に由来する）、この見樹院の跡地に、江戸時代後期に建立されたのが川田谷薬師堂であるという。

#### 石戸御茶屋
石戸宿には徳川家の御茶屋（石戸御茶屋）が置かれていた。この「御茶屋」は、家康らが鴻巣御殿での放鷹の際に足を延ばしたり、忍や川越での放鷹の往復の途次に休憩したりする場所であり、また主君を招いて催行する遊猟の地でもあった。御茶屋跡（北本市石戸宿六丁目）には「御殿稲荷」がある。